# Haáz Joli
Haáz Joli, Hargitay-Haáz Jolán, Hargitai Jolán (Igló, 1915. október 4. – Lugano, 1999. október 6.) színésznő.

## Életpályája
Székelyudvarhelyen nevelkedett. Kolozsváron és Budapesten – Milloss Aurélnál – tanult táncolni. Az 1930-as években a MANSZ szervezésében működő Sarolta Kollégium növendéke volt. 1939-ben elvégezte a Színiakadémiát, ahol Ódry Árpád és Kiss Ferenc oktatta. Ezután a Belvárosi Színház került. 1939-től a kolozsvári Thália Színházban szerepelt, majd visszavonult a színpadtól.

## Családja
Édesapja Haáz Rezső (1883–1958) erdélyi magyar etnográfus, pedagógus volt. Két testvére Haáz Sándor (1912–2007) és Haáz Ferenc (1913–1944) etnográfusok. 1940 novemberében Székelyudvarhelyen férjhez ment Nagy István (1909–1976) színészhez. Két gyermekük született: Anikó (1941-) jogász, a török-magyar filmrendező, Széfeddin Sefket bej (1913–1980) felesége és István (1946-) svájci nagykövet, amerikai, majd európai bankár.

## Filmjei
- A két Bajthay (1944)
- Gyanú (1944)